# إتال (الأردين)
إتال هي بلدية فرنسية تقع في إقليم الأردين في منطقة غراند إيست. 

## الأماكن والمعالم الأثرية

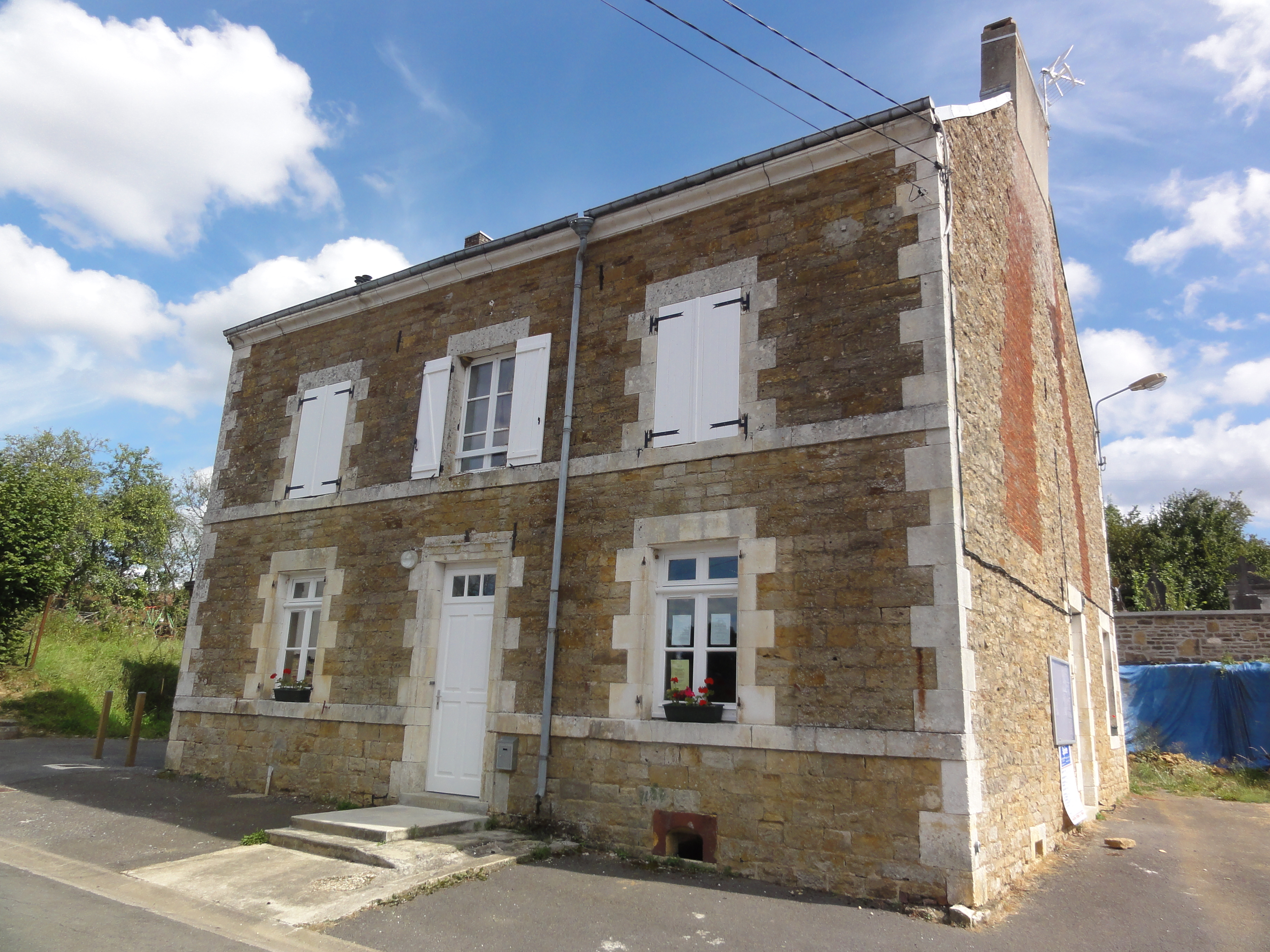
مقر البلدية
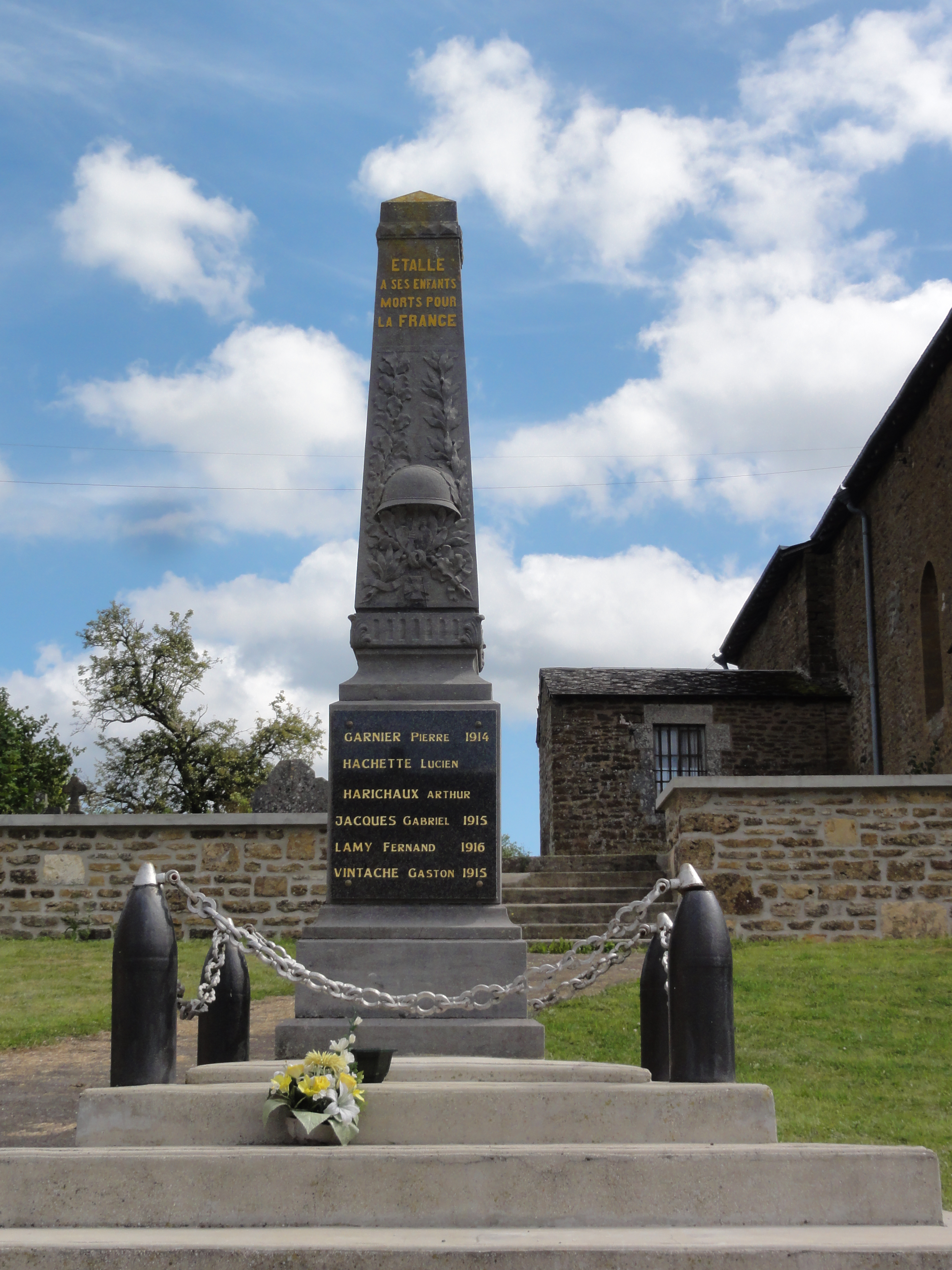
معلم أثري للموتى.
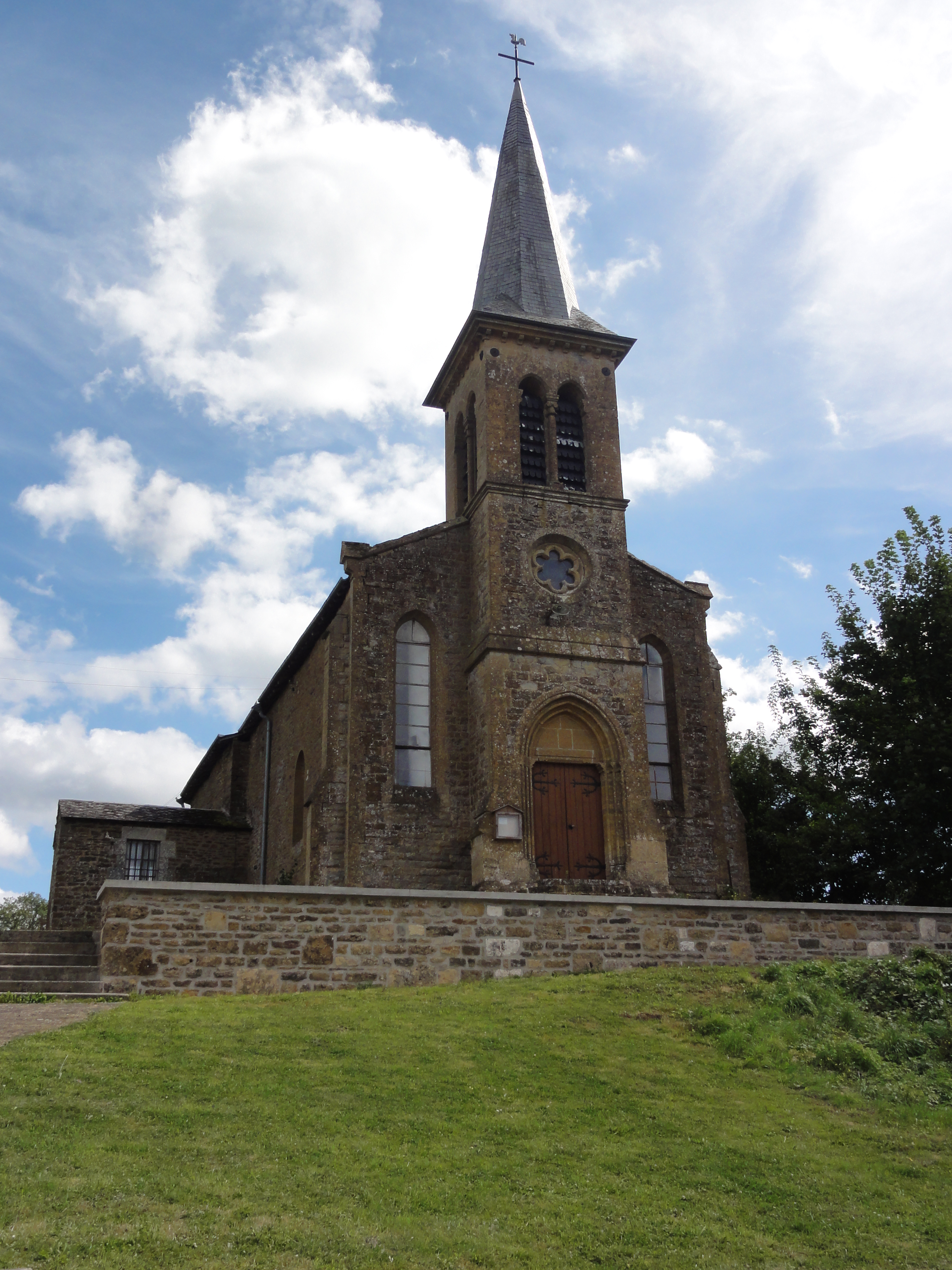
كنيسة.
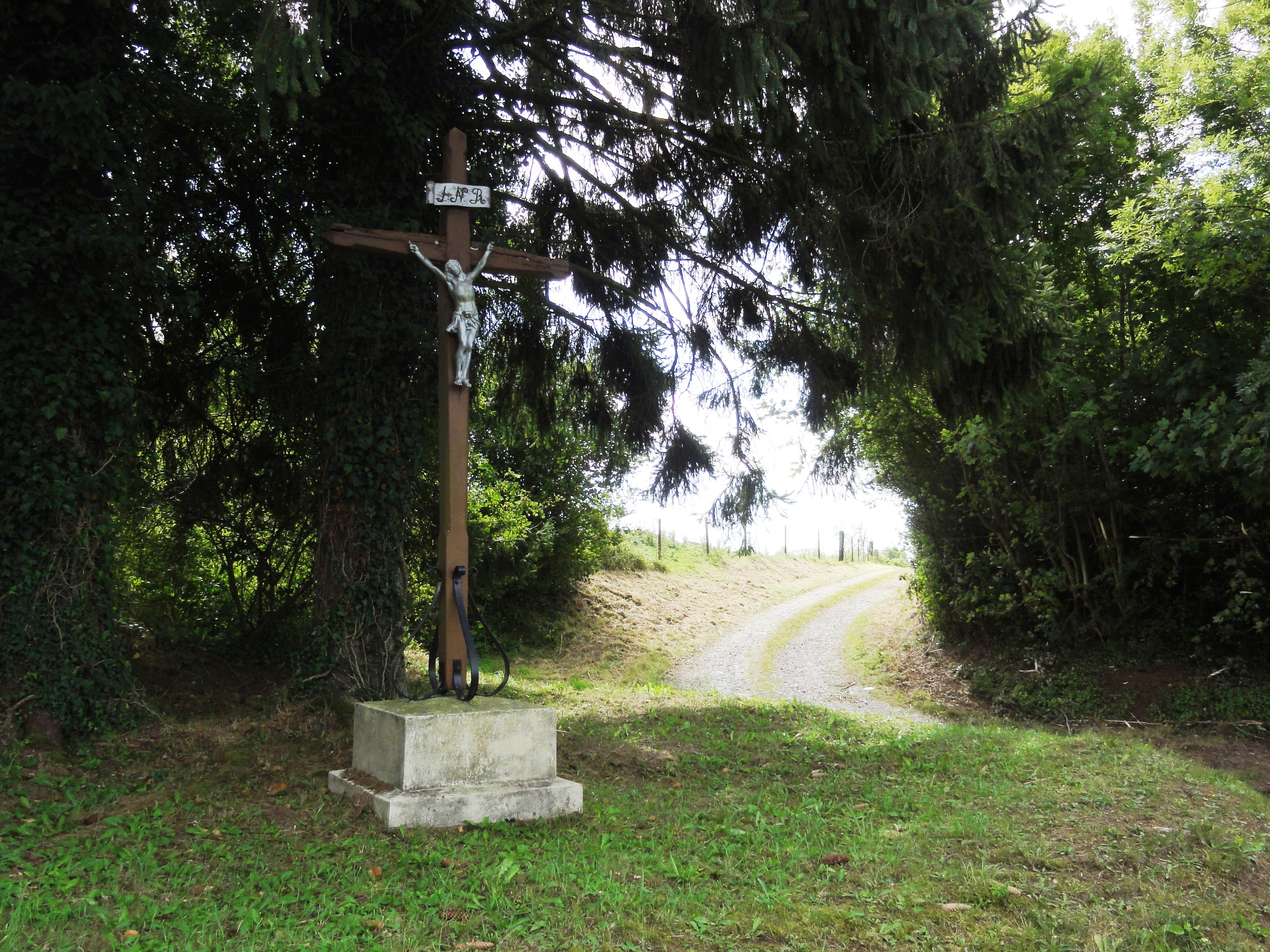
الصليب